# ベイ水
洣水（べいすい、Mi River、簡体字: 洣水、拼音: Mǐ shuǐ）は、中華人民共和国湖南省を流れる湘江の東側の支流。株洲市市域と衡陽市市域を流れる。別名は「洣江」、「泥水」ともいう。
水源は炎陵県の天障沖にあり、炎陵県、茶陵県、攸県、衡東県を経て、衡東で湘江に合流している。長さは296キロメートル、流域面積は10,305平方キロメートル。
山岳部を通るため風光は明媚である。水量が多く落差も大きいため、水力発電所が多数建設されている。